# Terkán Lajos
Terkán Lajos (Székesfehérvár, 1877. április 26. – Budapest 1940. március 29.) magyar csillagász.
A győri bencés gimnáziumban érettségizett, majd a Budapesti Tudományegyetemen tanult tovább, 1900-ban szerzett diplomát.  Az ógyallai Csillagdában 1900–1904 között második adjunktus, 1904–1913 első adjunktus, 1913-19 obszervátor. A Csillagda Budapestre történt áthelyezését követően 1921-től a Svábhegyen obszervátor. 1912-től másodállásban a Budapesti Tudományegyetem Kozmográfiai Intézetének docense. 1935-ben vonult nyugdíjba.
Szakterülete a változócsillagok fotometriája és a kisbolygókutatás volt.

## Művei
- A refractio és extinctio elmélete, Budapest, 1901
- Egy helyen végzett hullóészlelések : 251 radiáns levezetése Ó-Gyallán észlelt 1641 hullócsillagból, Budapest, 1904
- Az állócsillagok hőmérsékletének meghatározása a Zöllner-féle koloriméterrel, Budapest, 1904
- Beta Lyrae pályaelemeinek kiszámítása spektroskopiai és photometriai adatokból, Budapest, 1906
- A kis bolygók saecularis háborgása, Budapest, 1907
- Korrespondeáló hullócsillagészlelések Nagy-Tagyoson és Ó-Gyallán, Budapest, 1907
- Az 1905. C üstökös pályája, Budapest, 1907